# Geistliche Musik
Als Geistliche Musik oder Religiöse Musik bezeichnet man im Gegensatz zur weltlichen Musik solche, die für religiöse Anlässe oder mit einem religiösen Einfluss komponiert bzw. musiziert wird. Im Christentum umfasst dies insbesondere die Kirchenmusik.
Bei den ethnischen Religionen ist die sakrale Musik ein Mittel, um mit den Göttern in Verbindung zu treten. Durch Gesang und rituelle Tänze soll eine magische Beschwörung bewirkt werden.
In den meisten Religionen soll das gemeinsame Singen Gemeinschaftsgefühl vermitteln und religiöse Inhalte vermitteln, insbesondere bei der Feier von religiösen Zeremonien.